# Cloud9 (esport)
Cloud9 (C9) är en amerikansk professionell e-sportorganisation som är baserad i Los Angeles, Kalifornien. Organisationen är mest känd för sitt League of Legends- och Counter-Strike: Global Offensive-lag. 2018 års CS:GO-division är det enda nordamerikanska laget som har vunnit en CS:GO Major efter vinsten mot Faze clan i turneringen ELEAGUE Major: Boston 2018.

## Resultat
| Datum      | Placering | Typ    | Turnering                        | Resultat | Pris     | Spel  |
| ---------- | --------- | ------ | -------------------------------- | -------- | -------- | ----- |
| 2018-01-28 | 1         | Major  | ELEAGUE Major: Boston 2018       | 2:1      | $500 000 | CS:GO |
| 2017-11-12 | 1         | S-Tier | iBUYPOWER Masters 2017           | 2:0      | $50 000  | CS:GO |
| 2017-10-22 | 1         | S-Tier | DreamHack Open Denver 2017       | 2:0      | $50 000  | CS:GO |
| 2016-10-30 | 1         | S-Tier | ESL Pro League Season 4 - Finals | 2:1      | $200 000 | CS:GO |

## Spelare

### Aktiva
- Eric "Licorice" Ritchie
- Robert "Blaber" Huang
- Yasin "Nisqy" Dinçer
- Jesper "Zven" Svenningsen
- Philippe "Vulcan" Laflamme

- Alex "ALEX" McMeekin
- Patrick "es3tag" Hansen
- Erick "Xeppaa" Bach
- Ricky "floppy" Kemery
- William "mezii" Merriman
- Cristopher "Elmapuddy" Tebbit (Coach)[4]